# Радиоактивни елементи
Радиоактивните елементи, строго погледнато, са химични елементи, всички изотопи на които са радиоактивни. На практика обаче така се нарича всеки елемент, в чиято природна смес се среща поне един радиоактивен изотоп, т.е. ако той се среща в природата. Освен това, радиоактивни се оказват всички изотопи на всички изкуствено синтезирани към днешен ден химически елементи.
Строго погледнато, радиоактивни са всички елементи след оловото в Менделеевата таблица (включително бисмут), а също така елементите технеций и прометий. Следните елементи съдържат в природните си смеси поне един радиоактивен изотоп: калий, калций, ванадий, германий, дубний, селен, рубидий, цирконий, молибден, кадмий, индий, телур, лантан, неодим, самарий, гадолиний, лутеций, хафний, волфрам, рений, осмий, платина, бисмут, торий, уран (в списъка не са включени дъщерните елементи от реда на урана и ред на тория, такива като радий, радон и астат, а също и образуващите се в атмосферата под действие на космическите лъчи, като въглерод-14).
Всички елементи, следващи след урана, се наричат трансуранови елементи. Съществуват предположения, че някои от далечните трансуранови елементи може и да не са радиоактивни или че могат да имат достатъчно дълго живущи изотопи.
Много от радиоактивните елементи имат важно практическо значение. Уранът и плутоният се използват като делящ се материал в ядрените реактори и в ядреното оръжие. Някои радиоактивни елементи се прилагат за изготвяне на атомни електрически батерии, които могат да работят непрекъснато в продължение на няколко години. Дългоживущите изотопи на природните радиоактивни елементи се използват в геохронологията.